# Carl Edvard Schneidler
Carl Edvard Schneidler, född den 18 mars 1817 i Stockholm, död den 10 juni 1878 i Heidelberg, var en svensk bokbindare, pappershandlare och industriman.
Edvard Schneidler var son till bokbindaren och borgaren i Stockholm Benjamin Schneidler och Anna Christina Philp. Schneidler tillhörde en släkt med ursprung i Hildesheim i Tyskland som omkring 200 år tidigare invandrat med till Sverige och där generationer, så som Christopher Schneidler varit verksamma som bokbindare i Stockholm.
Efter utbildning vid Teknologiska institutet och målareakademiens princip- och antikskolor, samt enskild undervisning hos sin släkting, hovmålaren Carl Gustaf Eckstein, inledde Schneidler sin yrkeskarriär som lärling hos fadern. År 1838 blev han själv bokbindare och borgare i Stockholm.
År 1849 startade han en egen pappershandel på Stora Nygatan 15 i Gamla stan och blev känd för sina färdigbundna  kontorsböcker. Denna verksamhet drev han fram till sin död, och under dess gång anlade han år 1854 en fabrik för tillverkning av pappersarbeten. Schneidler deltog även i den svenska expeditionen till Londonutställningen 1851.
Han gifte sig år 1843 med Amalia Carolina Fredrika Granström. Paret fick flera barn, däribland Edvard Schneidler och John Schneidler. Han var ägare av egendomen Kils gård i Boo socken. Schneidler avled efter en längre tids sjukdom i Heidelberg 61 år gammal.